# Kofeln
Kofeln ist eine Ortschaft in der Gemeinde Wipperfürth im Oberbergischen Kreis im Regierungsbezirk Köln in Nordrhein-Westfalen (Deutschland).

## Lage und Beschreibung
Der Ort liegt im Südwesten der Stadt Wipperfürth nahe der Bundesstraße 506, die im Mittelalter ein bedeutender Heerweg zwischen Köln und Soest war. Der Ort liegt an der Wasserscheide zwischen der Großen Dhünn und der Kürtener Sülz. Südöstlich der Ortschaft entspringt ein Nebengewässer des Wipperfelder Baches. Nachbarorte sind Fahlenbock, Wipperfeld, Ente und Mittelschneppen.
Der Ort gehört zum Gemeindewahlbezirk 160 und damit zum Wahlbezirk Wipperfeld.

## Geschichte
1443 wird der Ort erstmals unter der Bezeichnung „Coveloen“ in den Listen über die Einkünfte und Rechte des Kölner Apostelstiftes genannt. Die Karte Topographia Ducatus Montani aus dem Jahre 1715 zeigt die Ortschaft unter der Schreibweise „Kobelen“ mit vier Höfen. Die Topographische Aufnahme der Rheinlande von 1824 zeigt auf umgrenztem Hofraum unter dem Namen „Kabeln“ fünf getrennt voneinander liegende Grundrisse. Ab der Preußischen Uraufnahme von 1844 wird die Ortsbezeichnung Kofeln verwendet.
Aus den Jahren 1934 beziehungsweise 1935 stammt ein im Ortsbereich stehendes Wegekreuz aus Holz.

## Busverbindungen
Über die im Nachbarort gelegene Haltestelle Fahlenbock der Linie 427 (VRS/OVAG) ist Kofeln an den öffentlichen Personennahverkehr angebunden.